# Gibbonfélék
A gibbonfélék (Hylobatidae) az emlősök (Mammalia) osztályába és a főemlősök (Primates) rendjébe tartozó család. Fejlődésük vonala mintegy 18 millió éve vált külön az emberfélék (Hominidae) családjáétól. A régészek Afrikától (Aelopithecus, Micropithecus) Európán (Pliopithecus) át Kínáig (Dionysopithecus) számos olyan, 15–33 millió éves koponyatöredéket és fogat találtak, amelyeket felépítésük alapján ősgibbon maradványnak tartottak/tartanak, de a perdöntőnek számító végtagleletek hiányoznak, így ezen ősmajmok besorolása kétséges.

## Előfordulásuk
Valamennyi fajuk Ázsia déli felén (Dél-Ázsia, Dél-Kína és Délkelet-Ázsia) honos.
Valódi erdei állatok, testfelépítésük teljesen az erdei élethez alkalmazkodott.

## Megjelenésük, életmódjuk

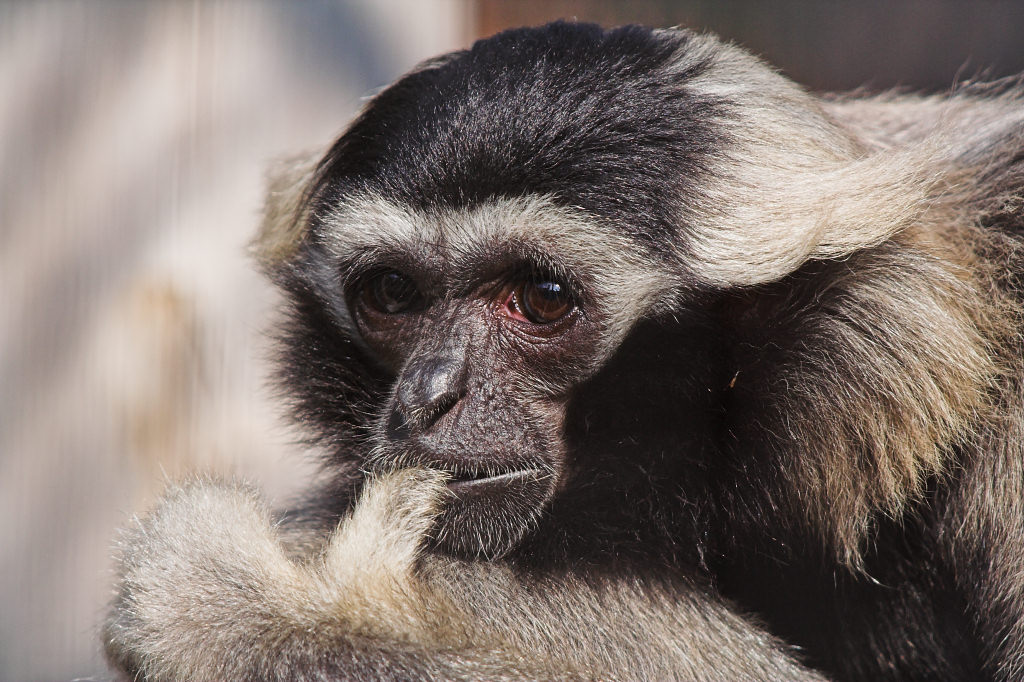
Sapkás gibbon (Hylobates pileatus)

Közepes nagyságú, tehát az emberszabásúaknál kisebb, fán élő fajok. A legtöbb faj testtömege 5–7 kg, csak a sziamangok nagyobbak. A többi majomtól eltérően nincs ülőgumójuk. Szőrzetük sokkal tömöttebb, mint a többi főemlősé. Karjaik feltűnően hosszúak; a kar- és testhossz hányadosa elérheti a 2,6-et (az embernél ez az arány csupán 1,48). Ha testüket egyenesen tartják, ujjaik a földig, de legalább a bokájukig érnek, amiért hosszúkarú majmoknak is hívják őket. Farkuk nincs. Hangkészletük rendkívül gazdag. Agyuk anatómiailag rendkívül fejlett, de intelligenciájukat csak keveset vizsgálták.
Többnyire vegyes táplálkozásúak, de étlapjukon zömmel gyümölcsök szerepelnek.
Az emberszabású majmok közül csak ők élnek monogám kapcsolatokban (máig hevesen vitatják, hogy az ember is ilyen faj-e). A gibbonok párkapcsolata egész életre szól, az özvegy csak nagyon ritkán talál új párt. A párok együtt járják az erdőt, amelynek egy részét territóriumként uralják.
A legtöbb gibbonfaj veszélyeztetett. Ennek fő oka élőhelyük megfogyatkozása és feldarabolása, de eltűnésükből kiveszi a részét a vadászat és az állatkereskedelem is.

## Rendszerezés
(Egyes rendszerek az összes gibbont a Hylobates nembe sorolják.)
A családba 4 élő nem és 18 faj tartozik:
- Hylobates (Illiger, 1811) – 7 faj, mindegyik 44 euploid kromoszómával;
  - Kloss-gibbon avagy biloh (Hylobates klossii) Miller, 1903
  - Sapkás gibbon (Hylobates pileatus)
  - Müller-gibbon (Hylobates muelleri)
  - Ezüst gibbon (Hylobates moloch)
  - Fürge gibbon (Hylobates agilis) más neveken: unka, ungka, ungka puti (H. variegatus, H. rafflesi)
  - Borneói déli gibbon (Hylobates albibarbis)
  - Fehérkezű gibbon (Hylobates lar)

- Hoolock (Mootnick & Groves, 2005) – 3 faj, mindegyik 38 euploid kromoszómával;
  - Fehérarcú gibbon (Hoolock leuconedys) más néven (Hylobates leucogenys)
  - Hulok (Hoolock hoolock) más néven (Hylobates hoolock)
  - Skywalker-gibbon (Hylobates tianxing)

- Symphalangus (Glover, 1841) – 1 faj, 50 euploid kromoszómával;
  - Sziamang (Symphalangus syndactylus) más néven (Hylobates syndactylus)

- Nomascus (Miller, 1933) – 7 faj, mindegyik 52 euploid kromoszómával;
  - Bóbitás gibbon (Nomascus concolor) más néven (Hylobates concolor)
  - Szürkebóbitás gibbon (Nomascus nasutus)
  - Hainani gibbon (Nomascus hainanus)
  - Déli fehérarcú gibbon (Nomascus siki)
  - Északi barnaarcú gibbon (Nomascus annamensis)
  - Fehérarcú bóbitásgibbon (Nomascus leucogenys)
  - Aranyarcú gibbon (Nomascus gabriellae) más néven (Hylobates gabriellae)
- Bunopithecus (Matthew & Granger, 1923) – kihalt nem, 38 euploid kromoszómával.
  - Bunopithecus sericus – kihalt faj